# نداء البرية (فلم 1972)
نداء البرية (بالإنجليزية: The Call of the Wild) هو فيلم مغامرات عائلي تم إنتاجه في النرويج وألمانيا وإسبانيا والمملكة المتحدة وإيطاليا وفرنسا وصدر سنة 1972 بطولة شارلتون هيستون وميشيل ميرسيير ورايموند هارمستورف وهو مأخوذ عن رواية نداء البرية التي ألفها جاك لندن.

## القصة
تبدأ القصة في عام 1897 مع باك، 140 رطل قوية سانت برنارد - سكوتش الكولي مزيج، [1] [2] بسعادة الذين يعيشون في ولاية كاليفورنيا الصورة سانتا كلارا وادي مثل الحيوانات الأليفة المدللة القاضي ميلر وعائلته. في إحدى الليالي، كان مساعد البستاني مانويل، الذي يحتاج إلى المال لسداد ديون القمار، يسرق باك ويبيعه إلى شخص غريب. يتم شحن باك إلى سياتل حيث كان محتجزًا في قفص، ويتضور جوعًا، وسوء المعاملة. عندما أطلق سراحه، هاجم باك معالجه، «الرجل ذو السترة الحمراء»، الذي يعلم باك «قانون الهراوة والناب»، مما أدى إلى إخضاعه بما يكفي. يظهر الرجل بعض اللطف بعد أن أظهر باك الطاعة.
بعد فترة وجيزة، تم بيع باك لمرسلين فرنسيين كنديين من الحكومة الكندية، وهما فرانسوا وبيرو، الذين أخذه إلى ألاسكا. تم تدريب باك على أنه كلب مزلقة في منطقة كلوندايك في كندا. بالإضافة إلى باك، أضاف فرانسوا وبيرو 10 كلاب إضافية إلى فريقهم (سبيتز، ديف، دوللي، بايك، دوب، بيلي، جو، سول ليك، تيك، وكونا). يعلمه زملائه في فريق باك كيفية البقاء على قيد الحياة في ليالي الشتاء الباردة وحزم المجتمع. على مدى الأسابيع العديدة التالية على الدرب، تطور تنافس مرير بين باك والكلب الرئيسي، سبيتز، وهو كلب أبيض شرير ومثير للجدل. قتل باك في النهاية سبيتز في معركة ويصبح الكلب الرئيسي الجديد.
عندما أكمل François و Perrault رحلة ذهابًا وإيابًا على Yukon Trail في وقت قياسي، وعادوا إلى Skagway مع إرسالياتهم، فقد حصلوا على أوامر جديدة من الحكومة الكندية. يبيعون فريق الزلاجات إلى رجل «سكوتش نصف سلالة» يعمل في خدمة البريد. يجب أن تقوم الكلاب برحلات طويلة ومرهقة وتحمل أحمالاً ثقيلة إلى مناطق التعدين. أثناء الجري في الممر، يبدو أن باك لديه ذكريات عن أسلاف كلاب لديه رفيق «رجل مشعر» قصير الأرجل. في هذه الأثناء، تضعف الحيوانات المرهقة من العمل الشاق، ويصبح الكلب المدولب، ديف، وهو أجش كئيب، مريضًا تمامًا ويُطلق عليه الرصاص في النهاية.
نظرًا لإرهاق الكلاب وتقرح القدمين بحيث يتعذر استخدامها، يبيعها حامل البريد لثلاثة مختصين من جنوب أمريكا (الولايات المتحدة المتاخمة حاليًا) - امرأة بلا جدوى تُدعى مرسيدس، وزوجها الخجول تشارلز، وشقيقها المتغطرس هال. إنهم يفتقرون إلى مهارات البقاء على قيد الحياة في البرية الشمالية، ويكافحون من أجل السيطرة على الزلاجة، ويتجاهلون نصائح الآخرين المفيدة - لا سيما التحذيرات بشأن الذوبان الربيعي الخطير. عندما قيل لها إن المزلجة ثقيلة للغاية، تتخلص مرسيدس من الإمدادات الضرورية لصالح أشياء الموضة. قامت هي وهال بإنشاء فريق مكون من 14 كلبًا بحماقة، معتقدين أنهم سيسافرون بشكل أسرع. الكلاب تفرط في الطعام وتعمل فوق طاقتها، ثم يتم تجويعها عندما ينخفض الطعام. تموت معظم الكلاب على الطريق، ولم يتبق سوى باك وأربعة كلاب أخرى عندما يسحبون في النهر الأبيض.
تلتقي المجموعة بجون ثورنتون، وهو رجل ذو خبرة في الهواء الطلق، والذي لاحظ حالة الكلاب الضعيفة والضعيفة. يتجاهل الثلاثي تحذيرات ثورنتون بشأن عبور الجليد والضغط إلى الأمام. مرهقًا، يتضور جوعًا، ويشعر بالخطر، يرفض باك الاستمرار. بعد أن يجلد هال باك بلا رحمة، يضربه ثورنتون بالاشمئزاز والغضب ويقطع باك. تضغط المجموعة إلى الأمام مع الكلاب الأربعة المتبقية، لكن وزنهم يتسبب في كسر الجليد وسقوط الكلاب والبشر (جنبًا إلى جنب مع زلاجاتهم) في النهر والغرق.
بينما تعود ممرضات ثورنتون باك إلى صحتها، يكبر باك ليحبه. يقتل باك رجلاً خبيثًا يُدعى بيرتون الذي ضرب ثورنتون بينما كان الأخير يدافع عن «قدمه» بريء بتمزيق حنجرته. هذا يعطي باك سمعة طيبة في جميع أنحاء الشمال. ينقذ باك أيضًا ثورنتون عندما يسقط في نهر. بعد أن اصطحبه ثورنتون في رحلات بحثًا عن الذهب، أطلق ملك الثراء (شخص ضربها بالثراء في حقول الذهب) اسم السيد ماثيوسون يراهن على ثورنتون على قوة باك وتفانيه. يسحب باك زلاجة بحمولة نصف طن (1000 رطل (450 كجم)) من الطحين، ويكسرها من الأرض المتجمدة، ويسحبها 100 ياردة (91 م) وربح ثورنتون 1600 دولار أمريكي من غبار الذهب. يعرض «ملك مقاعد Skookum» مبلغًا كبيرًا (700 دولار أمريكي في البداية، ثم 1200 دولار أمريكي) لشراء باك، لكن ثورنتون يرفض ويطلب منه الذهاب إلى الجحيم.
باستخدام مكاسبه، يدفع ثورنتون ديونه لكنه يختار مواصلة البحث عن الذهب مع شركائه بيت وهانز، والتزلج على باك وستة كلاب أخرى للبحث عن كابينة أسطورية مفقودة. بمجرد تحديد مكان العثور على الذهب المناسب، تجد الكلاب أنه ليس لديها ما تفعله. باك لديه ذكريات أسلاف أكثر عن كونه مع «الرجل المشعر» البدائي. [3] أثناء قيام ثورنتون وصديقيه بالتجول في الذهب، يسمع باك نداء البرية، ويستكشف البرية، ويتواصل مع ذئب شمالي غربي من قطيع محلي. ومع ذلك، لا ينضم باك إلى الذئاب ويعود إلى ثورنتون. يتنقل باك مرارًا وتكرارًا بين ثورنتون والبرية، غير متأكد من المكان الذي ينتمي إليه. بالعودة إلى المخيم يومًا ما، وجد أن هانز وبيت وثورنتون قد قُتلوا على يد الأمريكيين الأصليين ييهاتس. غاضبًا، قتل باك العديد من السكان الأصليين للانتقام من ثورنتون، ثم أدرك أنه لم يعد لديه أي روابط بشرية متبقية. يذهب للبحث عن أخيه المتوحش ويصادف قطيع ذئب معادي. يحاربهم ويفوز، ثم يكتشف أن الذئب الوحيد الذي كان اجتماعيًا معه هو عضو في حزمة. يتبع باك القطيع في الغابة ويستجيب لنداء البرية.
تنتشر أسطورة باك بين الأمريكيين الأصليين الآخرين باسم «الكلب الشبح» في نورثلاند (ألاسكا وشمال غرب كندا). في كل عام، في ذكرى هجومه على Yeehats ، يعود باك إلى المخيم السابق حيث كان آخر مرة مع Thornton و Hans و Pete ، حدادًا على وفاتهم. في كل شتاء، يقود باك الذئاب، ينتقم من Yeehats «وهو يغني أغنية للعالم الأصغر، وهي أغنية القطيع».

## وصلات خارجية
نداء البرية على موقع IMDb (الإنجليزية)
- نداء البرية على موقع روتن توميتوز (الإنجليزية)
- نداء البرية على موقع ألو سيني (الفرنسية)
- نداء البرية على موقع Turner Classic Movies (الإنجليزية)
- نداء البرية على موقع أول موفي (الإنجليزية)
- نداء البرية على موقع فيلمافينيتي (الإسبانية)
- نداء البرية على موقع قاعدة بيانات الأفلام السويدية (السويدية)
- نداء البرية على موقع قاعدة بيانات الفيلم (الإنجليزية)
- نداء البرية على موقع ليتربوكسد (الإنجليزية)
- نداء البرية على موقع كينوبويسك (الروسية)